# Arrondissement Nogent-le-Rotrou
Arrondissement Nogent-le-Rotrou (fr. Arrondissement de Nogent-le-Rotrou) je správní územní jednotka ležící v departementu Eure-et-Loir a regionu Centre-Val de Loire ve Francii. Člení se dále na čtyři kantonů a 52 obce.

## Kantony
- Authon-du-Perche
- La Loupe
- Nogent-le-Rotrou
- Thiron-Gardais